# Volontourisme
Le volontourisme est une forme de tourisme alternatif consistant à proposer ses services à des populations défavorisées au cours d'un séjour à l'étranger via les services d'une agence de voyages spécialisée.

## Définition
Ce néologisme est un mot-valise formé sur volontariat et tourisme (volunteer et tourism soit voluntourism en anglais). Il est utilisé pour la première fois en 1998 par le Nevada Tourism Board dans le but d'inciter les résidents locaux à soutenir le développement du tourisme rural local. 
Il s'est par la suite mué en une forme de tourisme alternatif qui offre une expérience "humanitaire" lors d'un voyage. Le volontourisme s'apparente à des vacances utiles où chaque participant peut s'engager sur un projet solidaire dans un pays en développement. Cette expression a, en français, une connotation négative. L'expression tourisme solidaire ou celle de vacances utiles regrouperont des voyages contenant des activités permettant de s'engager pour le développement local et les populations au sein de projets pensés et établis préalablement.

## Motivations
Comme pour toute activité, les agences de volontourisme ont des objectifs financiers . Pour la grande majorité d'entre elles, le but est de donner à leurs voyages un impact positif sur le développement local des territoires visités, d'entrer en lien avec des populations locales dans un échange non commercial permettant de découvrir autrement de nouvelles cultures. Cependant, il existe des dérives dans ce secteur, notamment autour de la notion de faux orphelinats[réf. à confirmer].

## Critiques
La plupart de ces projets sont utiles aux populations locales et élaborés par des professionnels. En revanche, d'autres sont décriés par le fait qu'ils monétiseraient la pauvreté et participeraient à son entretien.

### Confusion avec le volontariat international et amalgames
Un reproche majeur qui est fait au secteur du volontourismel est la confusion avec le volontariat international sciemment entretenue par certaines agences de voyages pour vendre leurs séjours de volontourisme : détournement du vocabulaire associatif (y compris le vocabulaire légal), création d'associations écrans, opération de marketing auprès de jeunes adolescents (ex: distribution de guides "comment convaincre vos parents").
L'entreprise préfère se nommer "organisation", les bénéfices sont des "soutiens financiers", le client devenant ainsi un "volontaire", le voyage touristique se transforme en mission, les sous-traitants locaux deviennent des partenaires, etc.
Depuis de nombreuses années, des associations comme le Service volontaire international ou l'agence française France Volontaires se mobilisent pour informer les décideurs politiques et pour faire interdire ces pratiques marketing trompeuses.
Une proposition de loi : nº 3670, relative à la lutte contre certaines dérives liées au volontourisme a été enregistré à la Présidence de l'Assemblée nationale le 14 décembre 2020.
Cependant, certains termes dudit projet de loi prêtent à confusion et alimentent divers amalgames qui peuvent rejaillir sur des organismes dont l'éthique est incontestable.

### Monétisation de la pauvreté
L'une des critiques les plus importantes faite par certains acteurs du secteur associatif concerne certains aspects de la communication des entreprises de volontourisme. Selon le Service volontaire international, ces organismes « camoufleraient leurs objectifs lucratifs » par l'utilisation systématique du vocabulaire associatif, le manque de transparence financière et surtout la finalité des projets. Les coûts des séjours de volontourisme sont généralement élevés, en moyenne 2000 euros / personne pour 2 semaines (vols non compris).

### Impacts limités, voire négatifs
Les compétences des volontaires sont également remises en cause puisque ceux-ci ne disposeraient pas des formations et diplômes requis normalement par les associations humanitaires. Les projets humanitaires orientés vers l'accueil de volontaires occidentaux sur de courtes périodes participeraient à déstabiliser les équilibres économiques et sociaux du territoire. En Asie du sud est, on constate ainsi la création de "faux-orphelinats" pour accueillir plus de volontaires, ceci étant perçu comme étant une manne financière.

### Manque de retombées économiques pour les populations
De manière générale, les critiques envers le volontourisme peuvent être cristallisées autour des propos de la géographe Sylvie Brunel, dénonçant ces nouveaux touristes « aventuriers » participant à la « disneylandisation de la planète ». Elle en appelle à une redistribution plus juste des revenus du tourisme entre voyagiste et autochtones permettant un développement durable de ces territoires et non leur exploitation à des fins commerciales. Contrairement au tourisme équitable ou au tourisme autochtone, le volontourisme n'est pas construit sur un modèle économique de redistribution orientée vers les habitants. Certains dénoncent le fait que l'argent investit par les volontaires pour participer au projet aurait pu rémunérer des artisans locaux compétents pour effectuer le travail, à un coût moindre et en créant de l'emploi. Les montants représentant des sommes très importantes au vu du prix de la vie sur le territoire, l'argent directement versé aurait également permis une démultiplication de l'impact du projet (par exemple ouverture de plus de salles de classe au lieu de payer des billets d'avion).

### Complexe du "White Savior"
Le complexe du White Savior (sauveur blanc) désigne des représentations biaisées d'occidentaux  se considérant comme légitimes à aider des populations du sud, sans connaissance particulière du contexte ni compétences spécifiques. Il implique une volonté de se valoriser au travers de son engagement, par exemple via des photos et publications sur les réseaux sociaux, notamment avec de jeunes enfants, mais également dans le récit de son parcours (CV). Il s'agit de se mettre en avant pour des actions humanitaires, de scénariser son aide, pour être dans la position du héros. L'expression fait référence à un héritage colonial dans la posture du sauveur, bienfaiteur, civilisateur.